# Melanopolia brevicornis
Melanopolia brevicornis är en skalbaggsart som beskrevs av Dillon 1959. Melanopolia brevicornis ingår i släktet Melanopolia och familjen långhorningar.
Artens utbredningsområde är Nigeria. Inga underarter finns listade i Catalogue of Life.